# Гезалян, Самвел Григорьевич
Самве́л Григо́рьевич Гезаля́н (род. 12 сентября 1970 года, Одесса, Украинская ССР, СССР) — армянский, ранее советский, белорусский и немецкий фигурист, чемпион Германии (1997), многократный победитель и призёр международных турниров по танцам на льду. Мастер спорта Белоруссии международного класса (1993).

## Биография
Самвел Гезалян начал заниматься танцами на льду в возрасте 10 лет в Одессе у Светланы и Бориса Рублёвых. В 1985 году его пригласили в группу Татьяны Тарасовой, где он катался в паре с Марией Аникановой. В 1988 году в связи с тем, что Татьяна Тарасова на время отошла от тренерской деятельности Самвел и Мария перешли в группу Натальи Дубовой. Вскоре после этого Мария Аниканова решила прервать свою спортивную карьеру, и партнёршей Самвела стала Татьяна Навка.
Уже в 1991 году Самвел Гезалян и Татьяна Навка были включены в состав сборной СССР, стали победителями международных турниров «Skate America» и «Nations Cup». После распада СССР продолжили выступать под флагом Белоруссии и в течение нескольких лет вошли в число ведущих дуэтов Европы и мира в танцах на льду. Они представляли Белоруссию на Олимпийских играх в Лиллехамере (1994), занимали 5 место на чемпионате мира (1994) и 4-е место на чемпионате Европы (1995), были серебряными призёрами международных турниров «Skate Canada» (1993) и «NHK Trophy» (1994).
В 1995 году несмотря на быстрый рост спортивных результатов по причинам личного характера их пара распалась. В течение двух следующих сезонов Самвел Гезалян тренировался в группе известного немецкого тренера Мартина Скотницкого с натурализовавшейся в Германии американской фигуристкой Дженнифер Гулсби. В 1997 году они стали чемпионами Германии, но из-за проблем с оформлением документов не могли участвовать в международных соревнованиях.
В 1997 году Самвел Гезалян встал в пару с Ксенией Сметаненко. Выступая под флагом Армении, они выиграли лицензионный турнир «Золотой конек Загреба» и квалифицировались на Олимпийские игры в Нагано, но на Олимпиаде смогли занять только 24-е место и после окончания сезона приняли решение завершить свою спортивную карьеру.
В дальнейшем Самвел Гезалян занимался тренерской деятельностью в США, в начале 2000-х годов в группе Александра Жулина работал с бронзовыми призёрами чемпионата США (2001) Джессикой Джозеф и Брендоном Форсайтом.

## Спортивные достижения
с К. Сметаненко за Армению
| Соревнования            | 1997—1998 |
| ----------------------- | --------- |
| Олимпийские игры        | 24        |
| Чемпионаты Европы       | 20        |
| «Золотой конёк Загреба» | 1         |

с Д. Гулсби за Германию
| Соревнования        | 1996—1997 |
| ------------------- | --------- |
| Чемпионаты Германии | 1         |

с Т. Навкой за СССР и Белоруссию
| Соревнования/Сезон         | 1991—1992 | 1992—1993 | 1993—1994 | 1994—1995 |
| Зимние Олимпийские игры    |           |           | 11        |           |
| Чемпионаты мира            |           | 9         | 5         | 7         |
| Чемпионаты Европы          |           | 9         | 10        | 4         |
| Skate America              | 1         |           |           |           |
| Skate Canada International |           |           | 2         |           |
| Nations Cup                | 1         |           |           |           |
| NHK Trophy                 |           | 7         | 4         | 2         |